# 能源與環境科學
《能源與環境科學》（Energy and Environmental Science）是一份2008年起由英國英國皇家化學院發行的學術期刊。該期刊每月出版一次，內容涵蓋生物化學、生物物理以及化學工程。目前，期刊的主編是加州理工學院的Nathan Lewis。據2012年的期刊引證報告指，《能源與環境科學》的影響因子為20.523，在157份「化學和多學科」的期刊中排名第5，81份「能源和燃料」中排行第3，133份「化學工程」中位列第3，而在「環境科學」中居榜首。

## 資料來源
1. ↑  . . Web of Science Science. Thomson Reuters. 2015.
2. ↑  . . Web of Science Science. Thomson Reuters. 2012.
3. ↑  . . Web of Science Science. Thomson Reuters. 2012.
4. ↑  . . Web of Science Science. Thomson Reuters. 2012.

## 外部連結
- 官方网站